# Палаццоло-суль-Ольо
Палаццоло-суль-Ольо (итал. Palazzolo sull'Oglio) — коммуна в Италии, в провинции Брешиа (но ближе к Бергамо), области Ломбардия.
Население составляет 20316 человек (2019 г.), плотность населения составляет 871 чел./км². Занимает площадь 23 км². Почтовый индекс — 25036. Телефонный код — 030.
Основные туристические места города - римский мост, средневековый замок, Социальный Tеатр, Старый Пьеве и Торре дель Пополо.
Торре дель Пополо (Hародная Башня), также называемая Торре ди Сан Феделе, является главной колокольней города. Высота 91 м, это самая высокая башня круглого сечения в Италии и одна из самых высоких в Европе.
Покровителем коммуны почитается святой Фиделий, празднование 14 мая.

## Демография
Динамика населения:

## Администрация коммуны
- Официальный сайт: https://web.archive.org/web/20060221234159/http://www.palazzoloweb.it/